# Janko Kavčič (kemik)
Janko Kavčič, slovenski kemik in univerzitetni profesor, * 2. september 1898, Ljubljana, † 5. julij 1988, Ljubljana.

## Življenjepis
Kavčič je leta 1924 diplomiral na ljubljanski Tehniški fakulteti (TF) in prav tam 1927 tudi doktoriral. Leta je 1928 diplomiral tudi na Filozofski fakulteti v Ljubljani. Od 1924 je bil zaposlen na ljubljanski TF, od 1936 kot izredni in od 1955 dalje pa kot redni profesor.

## Delo
Kavčič je sprva raziskoval škrob, pozneje pa tehnične silikate in mineralna gradiva. Razvil je več izumov in tehničnih izboljšav za proizvodnjo specialnih cementov in fosfatov. Sodeloval je pri razvoju slovenske kemijske terminologije in pri pripravi Splošnega tehniškega slovarja. Objavil je več razprav, zlasti s področja cementa in korozije.